# 池上公介
池上 公介（いけがみ こうすけ、1940年〈昭和15年〉9月29日 - 2018年〈平成30年〉9月3日）は、日本の教育者で、学校および予備校経営者だった人物。学校法人池上学園初代理事長、社団法人池上学院学院長、池上学院グローバルアカデミー専門学校初代学校長。専門分野は英語教育。

## 経歴
1940年、北海道札幌市生まれ。札幌南高校、東京経済大学を卒業。
ボランティア通訳をしていた母の影響で、幼少期より英語に親しむ。大学卒業後、老舗食料品の卸業者「池上商店」の3代目を継ぐため池上商店に就職するも、将来に不透明感を抱き、得意の英語で、1965年に私塾「池上イングリッシュクラブ」を開設。また1975年よりSTVラジオ（当時は札幌テレビ放送のラジオ部門）『オハヨー!ほっかいどう』の初代木・金曜などのラジオパーソナリティも務めた。
1980年に「池上商店」の3代目として家業を継ぐが、教育事業の方に重点を置き、10年かけて家業である卸業を整理統合し、本格的な英語教育を始める。
1985年に札幌にあった「城南学院」が計画倒産し、中学浪人生が投げ出されたニュースに接し、その子供らを救済する目的で「個別指導塾」としての中学浪人予備校「池上学院」を設立し、学院長に（2018年3月まで）。
その後、前に通っていた中学生に『大学受験も行って欲しい』と懇願され、1992年に個別授業に特化した「大学受験科」を開設。さらに、1998年には、不登校が社会問題化したことを受けて現在の池上学院高等学校の前身にあたる全日制通信制高校サポート校「札幌高等学院」を開設。1999年には、全国初の小中学生の不登校生の為の全日制小・中等部の「池上オープンスクール」や中途退学者の為の「大検コース」も開設し、生徒の心のケアに腐心する。さらに、心の教育を充実化させるべく、2002年「池上未来塾ジュニア」開設。
2003年に学校法人池上学園を設立し、2004年には池上学院高等学校を、2009年には池上学院グローバルアカデミー専門学校を開校した。
2018年3月に2017年度日本民間教育大賞最高功労賞を受賞。
この他、池上イングリッシュクラブをFMラジオでも放送しており、テレビのNHK教育で英語講座を持つこともあった。
理事長職のほかに、社団法人日本青少年育成協会理事・北海道支部長、青少年育成道民会議副会長、社団法人北海道日中経済友好協会副会長など要職をこなしていた。
なお現在、国道36号線に存在した「旧池上商店」を同一の場所に復元し、資料館を隣接して設立する計画が進行中である。
2018年9月3日午後9時24分、直腸がんのために77歳で死去した。死後、近親者で密葬が営まれた。9月21日に「お別れの会」が開かれる予定。

## 人物・家族
妻は、池上喜重子で、池上学院高等学校初代校長・池上学院グローバルアカデミー専門学校2代学校長・学校法人池上学園2代理事長。
息女は、池上泰代で、池上学院高等学校2代校長・学校法人池上学園3代理事長。
また、池上学院の向かいにある学校法人北海学園理事長の森本正夫と親交があった。

## 著書
- 『教育は家庭から』（中西出版、1997年）
- 『ナイフ持たせぬ教育論』（共著、毎日新聞社、1998年）
- 『実践池上式手作り教育論』（家の光協会、2000年）
- 『不登校・引きこもりからの奇跡の大逆転！』（角川書店、2002年）
- 『叱り方の極意』（ファーストプレス、2007年）
- 『北海道発知恵の力仕事』（苫小牧駒澤大学監修、分担執筆、中西出版、2009年）
- 『進学塾創業者　全国塾長列伝』（共著、JSコーポレーション、2012年）
- 『学力は「食育」でつくられる』（幻冬舎、2015年）